# Luddspirea
Luddspirea (Spiraea tomentosa) är en rosväxtart som beskrevs av Carl von Linné. Enligt Catalogue of Life ingår Luddspirea i släktet spireor och familjen rosväxter, men enligt Dyntaxa är tillhörigheten istället släktet spireor och familjen rosväxter. Arten är reproducerande i Sverige.

## Underarter
Arten delas in i följande underarter:
- S. t. alba
- S. t. elatior
- S. t. ramosa
- S. t. albiflora
- S. t. rosea
- S. t. tomentosa

## Bildgalleri

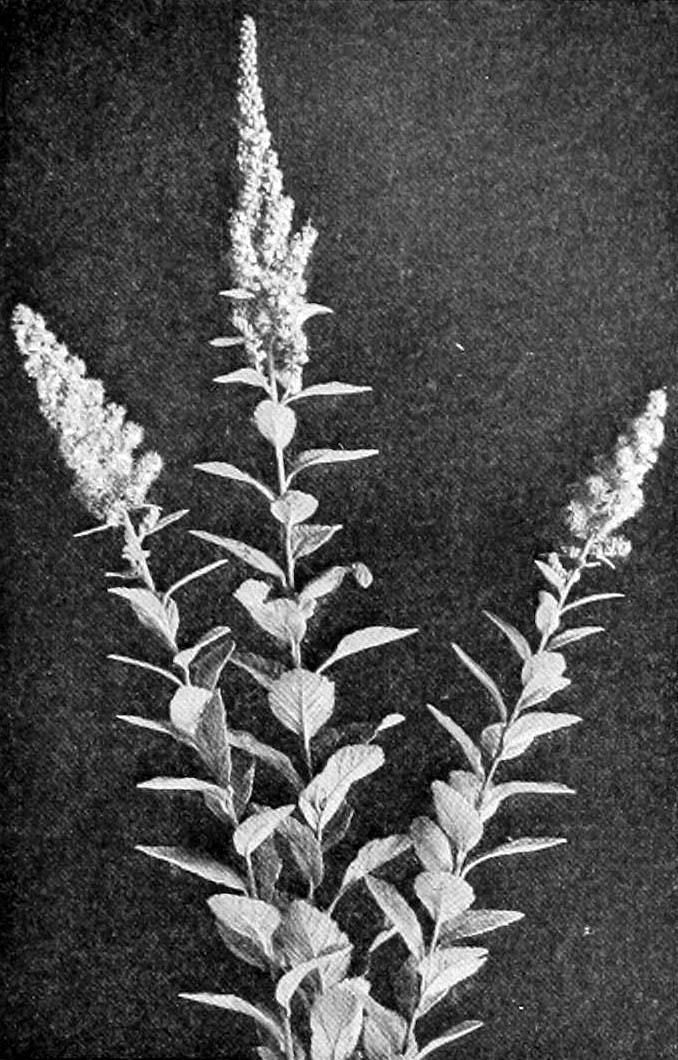
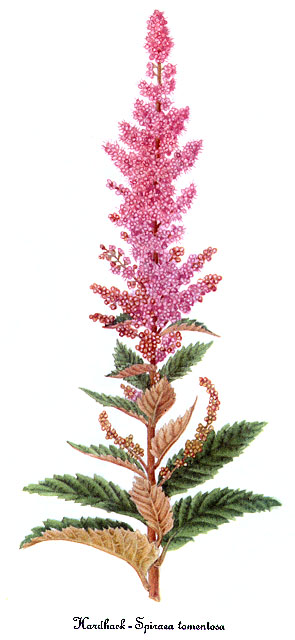
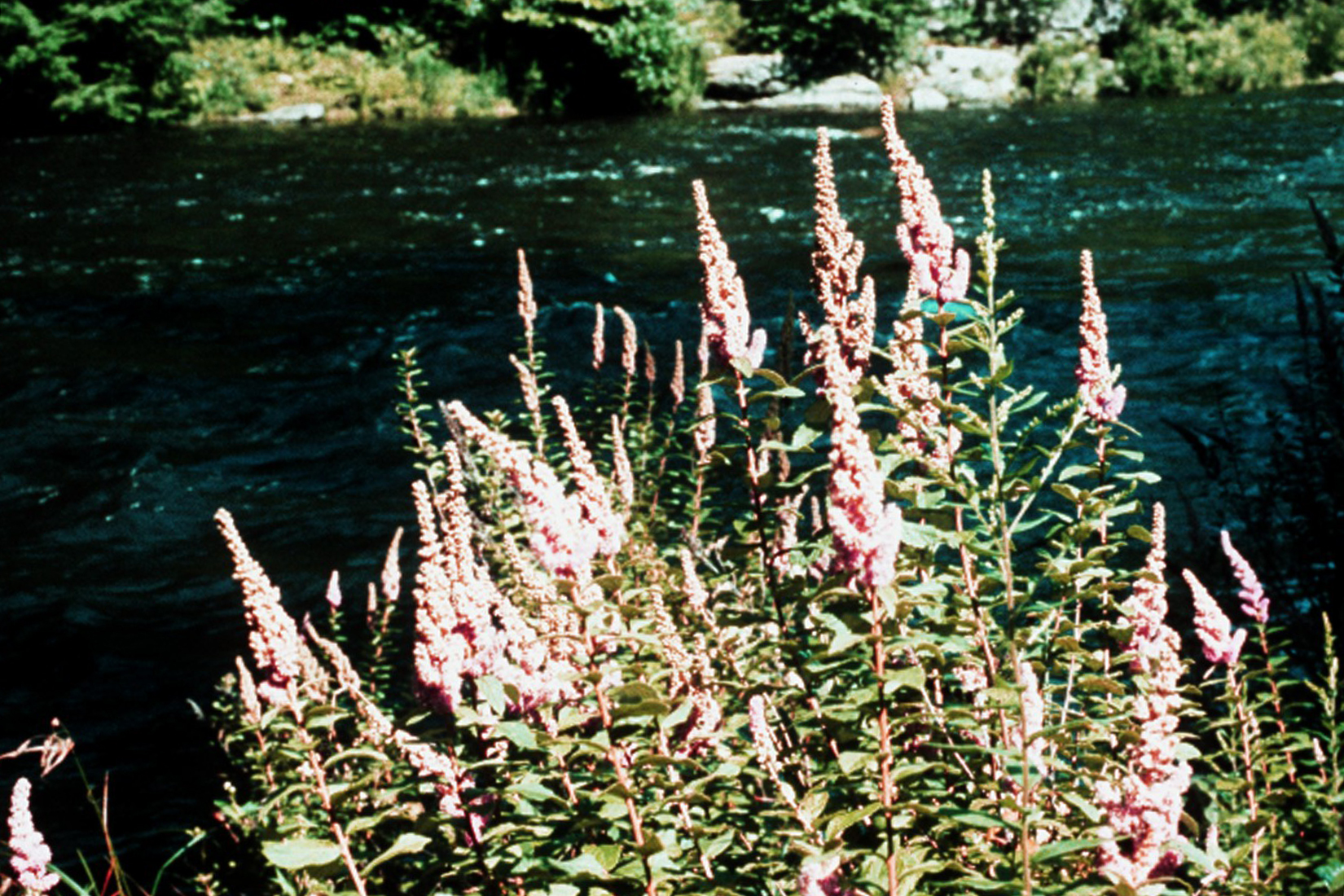